# Vincenzo Lavigna
Vincenzo Lavigna (né le 21 février 1776 à Altamura, dans l'actuelle province de Bari, dans la région des Pouilles, alors dans le royaume de Naples, et mort le 14 septembre 1836 à Milan) est un compositeur, claveciniste et pédagogue italien.

## Biographie
Vincenzo Lavigna entre à l'âge de douze ans au conservatoire de Naples où il étudie durant neuf ans avant de devenir l'élève de Giovanni Paisiello qu'il suit à Paris lorsque celui-ci est appelé par le premier consul.
Après avoir enseigné de 1823 à 1832 au conservatoire de Milan, il est lui-même,  offusqué de voir ses collègues refuser l'accès du fameux établissement à ce jeune homme de talent, l'un des professeurs de Giuseppe Verdi.
Claveciniste, il exerce parallèlement la fonction de maestro al cembalo (accompagnateur des œuvres lyriques) à la Scala.
Il est l'auteur notamment d'un opéra donné en 1802 sur la scène du théâtre milanais, Il Medico per forza dont le livret de Giuseppe Foppa est tiré du Médecin malgré lui de Molière.